# Ustilago hordei
Ustilago hordei är en svampart som först beskrevs av Christiaan Hendrik Persoon, och fick sitt nu gällande namn av Gustaf Lagerheim 1889. Ustilago hordei ingår i släktet Ustilago och familjen Ustilaginaceae.   Inga underarter finns listade i Catalogue of Life.

## Bildgalleri

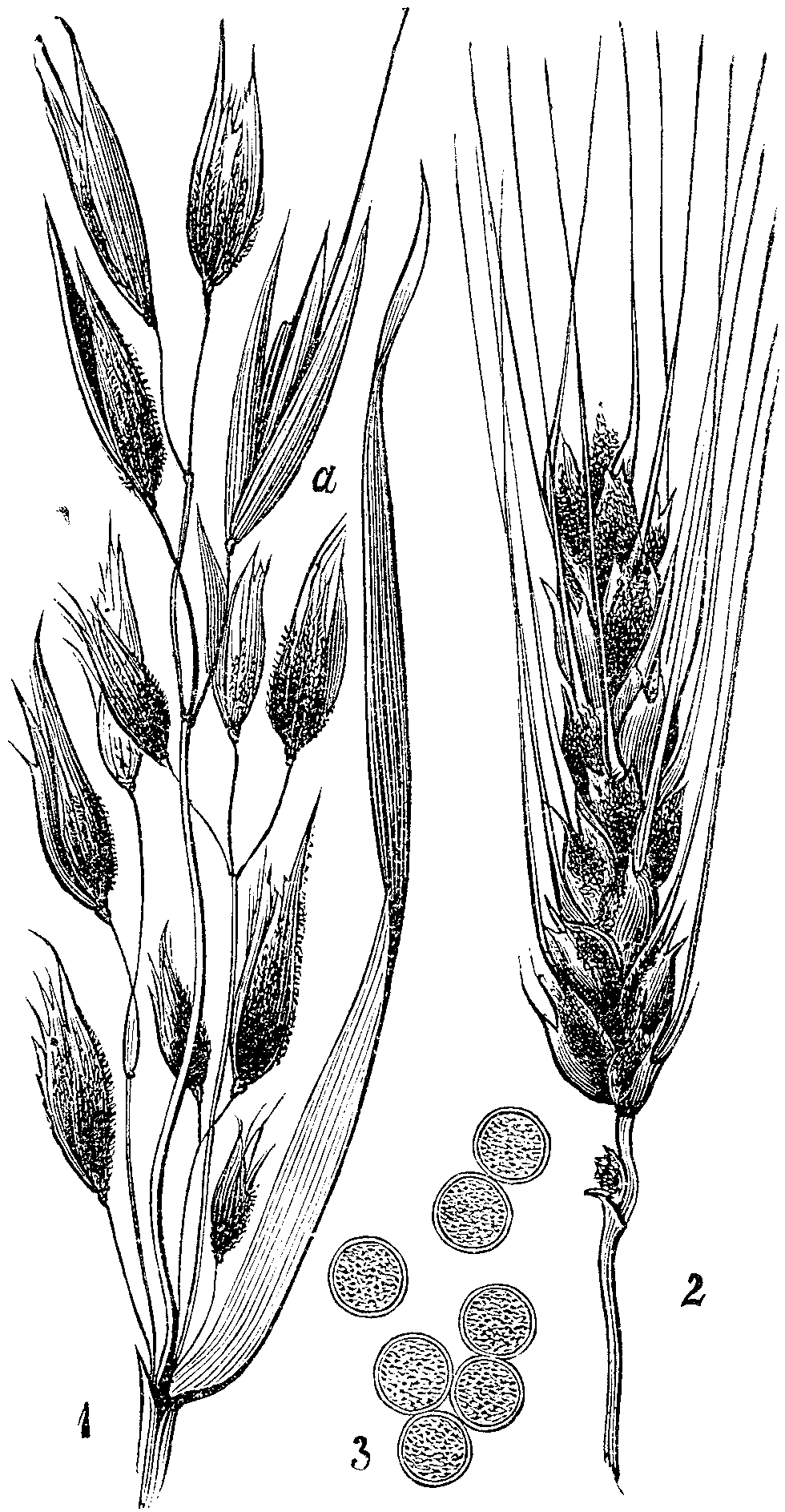